# Kim Da-som
Kim Da-som (hangul: 김다솜; hanja: 金多順; Gwangju, 6 de maio de 1993), mais frequentemente creditada na carreira musical apenas como Dasom (hangul: 다솜) é uma cantora e atriz sul-coreana. Ela atuou em diversos dramas de televisão, incluindo Family (2012), Melody of Love (2014), The Virtual Bride (2015), e  He Is Psychometric (2019).

## Biografia
Dasom nasceu no dia 6 de março de 1993 em Gwangju, Coreia do Sul. Antes de sua estreia oficial como integrante do Sistar, ela havia participado de diversos concursos de poemas e composição.

## Carreira

### Sistar
Em julho de 2010, Dasom realizou sua estreia oficial com o Sistar no programa musical Music Bank, exibido pela KBS, onde elas apresentaram o single de estreia do grupo, Push Push.

### Trabalhos individuais
Dasom apareceu no videoclipe Rock Ur Body, lançado pelo grupo masculino VIXX em 13 de agosto de 2012. Mais tarde, em 10 de outubro, Dasom apareceu no videoclipe Please Do Not, lançado pelo cantor e colega de gravadora K.Will.
Em 16 de janeiro de 2013, Dasom foi selecionada como MC do Golden Disc Awards, ocorrido na Malásia. Em 4 de abril, Dasom foi a protagonista feminina no videoclipe Love Blossom, lançado por K.Will.
Dasom realizou sua estreia como atriz no drama Melody of Love, onde interpretou a personagem Gong Deul-im.
Em 14 de junho de 2015, foi revelado que Dasom se juntaria ao programa de variedades My Little Television, exibido pela MBC, como convidada regular.
Em 6 de julho de 2015, foi revelado que Dasom seria lançada em um novo drama da KBS The Eccentric Daughter-in Law. O drama foi executado em 12 episódios foi ao ar pela primeira vez em 17 de agosto de 2015.
Em janeiro de 2017, Starship Entertainment lançou Vintage Box Vol. 4, uma colaboração entre Dasom e 40.
Em 2017, Dasom estrelou o drama de televisão Band of Sisters.
Em 2018, Dasom foi escalada no especial de drama da KBS Ms. Kim's Mystery, assim como no drama He Is Psychometric da TvN.

## Discografia

### Singles
| Ano  | Título                            | Canção        | Duração | Artista                         |
| ---- | --------------------------------- | ------------- | ------- | ------------------------------- |
| 2014 | Melody of Love OST                | "Yayaya"      | 03:56   | Dueto com Kim Tae-hyung         |
| 2015 | Trespass                          | "Honestly"    | 03:52   | Narradora da canção de Monsta X |
| 2015 | The Eccentric Daughter In Law OST | "You're Mine" | 03:01   | Solo                            |
| 2017 | Vintage Box Vol. 4                | "You & I"     | 03:24   | Colaboração com 40              |

## Filmografia

### Filmes
| Ano  | Título             | Papel                     | Notas           |
| ---- | ------------------ | ------------------------- | --------------- |
| 2015 | Like a French Film | Gi Hong                   | Papel principal |
| 2017 | Real               | Terapeuta de reabilitação | Papel de apoio  |

### Dramas
| Ano  | Título                           | Papel                             | Notas                 | Emissora |
| ---- | -------------------------------- | --------------------------------- | --------------------- | -------- |
| 2012 | Shut Up Family                   | Woo Da-yoon                       | Papel de apoio        | KBS2     |
| 2013 | Melody of Love                   | Gong Deul-im                      | Papel principal       | KBS1     |
| 2015 | The Virtual Bride                | Oh In-young                       | Papel principal       | KBS2     |
| 2017 | Band of Sisters                  | Yang Dal-hee                      | Papel principal       | SBS      |
| 2018 | Drama Special: Ms. Kim's Mystery | Ms. Kim                           | Papel principal       | KBS2     |
| 2018 | Dae Jang Geum Is Watching        | Fã de Jung Shik                   | Participação especial | MBC      |
| 2018 | The Last Empress                 | Yang Dal Hee (empregada da corte) | Participação especial | SBS      |
| 2019 | He Is Psychometric               | Eun Ji-soo                        | Papel principal       | tvN      |
| 2019 | Beautiful Love, Wonderful Life   | Atriz misteriosa                  | Participação especial | KBS2     |
| 2020 | Was It Love?                     | Joo Ah-rin                        |                       | JTBC     |

### Programas de variedades
| Ano  | Título               | Papel     | Episódio                               |
| ---- | -------------------- | --------- | -------------------------------------- |
| 2013 | Beauty and the Beast | Ela mesma | –                                      |
| 2013 | Idol Song Battle     | Ela mesma | –                                      |
| 2015 | Law of the Jungle    | ela mesma | Aparição esntre os episódios 163 e 170 |

### Aparições em Videos Musicais
| Ano  | Título                            | Artista |
| ---- | --------------------------------- | ------- |
| 2012 | "Please Don't..." (이러지마 제발) | K.Will  |
| 2013 | "Love Blossom"                    | K.Will  |

## Prêmios e indicações
| Ano  | Prêmio                                      | Categoria                         | Trabalho Nomeado | Resultado |
| ---- | ------------------------------------------- | --------------------------------- | ---------------- | --------- |
| 2013 | 27th KBS Drama Awards                       | Melhor Nova Atriz                 | Melody of Love   | Indicada  |
| 2013 | 27th KBS Drama Awards                       | Melhor Casal (com Baek Sung-hyun) | Melody of Love   | Indicada  |
| 2014 | 7th Korea Drama Awards                      | Melhor Nova Atriz                 | Melody of Love   | Indicada  |
| 2014 | 16º Seoul International Youth Film Festival | Melhor Atriz Jovem                | Melody of Love   | Indicada  |
| 2014 | 3rd APAN Star Awards                        | Melhor Nova Atriz                 | Melody of Love   | Indicada  |
| 2017 | SBS Drama Awards                            | Melhor Nova Atriz                 | Band of Sisters  | Venceu    |
| 2017 | SBS Drama Awards                            | Personagem do Ano                 | Band of Sisters  | Indicada  |
| 2018 | 54th Baeksang Arts Awards                   | Melhor Nova Atriz (TV)            | Band of Sisters  | Indicada  |